# Acalypha euphrasiostachys
Acalypha euphrasiostachys är en törelväxtart som beskrevs av Harley Harris Bartlett. Acalypha euphrasiostachys ingår i släktet akalyfor, och familjen törelväxter. Inga underarter finns listade i Catalogue of Life.